# Never Forget
Never Forget er en sang skrevet af islandske Gréta Salóme Stefánsdóttir. 
Sangen blev præsenteret for hele Europa til Eurovision Song Contest 2012, hvor islandske Greta sang sangen sammen med den islandske sanger Jónsi.